# Macapta bruma
Macapta bruma là một loài bướm đêm trong họ Noctuidae.